# Monumento naturale delle Grotte di Falvaterra e Rio Obaco
Il monumento naturale delle Grotte di Falvaterra e Rio Obaco è un'area di alto valore sia dal punto di vista speleologico che geologico con un sistema sotterraneo di grotte carsiche lunghe più di 5 chilometri che si snoda all'interno della collina di Monte Lamia (370 m s.l.m.). Si trova nel comune di Falvaterra, in provincia di Frosinone.
Molto interessante risulta l'ecosistema ipogeo della grotta con specie di chirotteri, ortotteri, crostacei, aracnidi e con un ambiente epigeo che mostra una tipica zona umida nella zona del fiume ed una macchia mediterranea sulle alture. Di recente sono state scoperte sulle colline sovrastanti delle mura poligonali risalenti al periodo preromano aventi un certo interesse dal punto di vista archeologico.
Il sito, avente una estensione di 133 ettari, è stato dichiarato Monumento Naturale della Regione Lazio nell'ottobre del 2007.

## Scoperta
La scoperta di questo sistema ipogeo la si deve agli speleosubacquei del Gruppo URRI di Roma Lamberto Ferri Ricchi e Carlo De Gregorio che nel luglio del 1964 superarono il sifone di ingresso, profondo più di 20 metri, che faceva da accesso al complesso delle Grotte di Falvaterra, direttamente comunicanti, tramite un percorso sotterraneo di quasi 2,5 km, con le Grotte di Pastena. In effetti le Grotte di Pastena rappresentano l'inghiottitoio delle acque provenienti dai bacini carsici di monte, mentre le Grotte di Falvaterra sono poste sulla risorgenza di queste acque sotterranee.

## Turismo

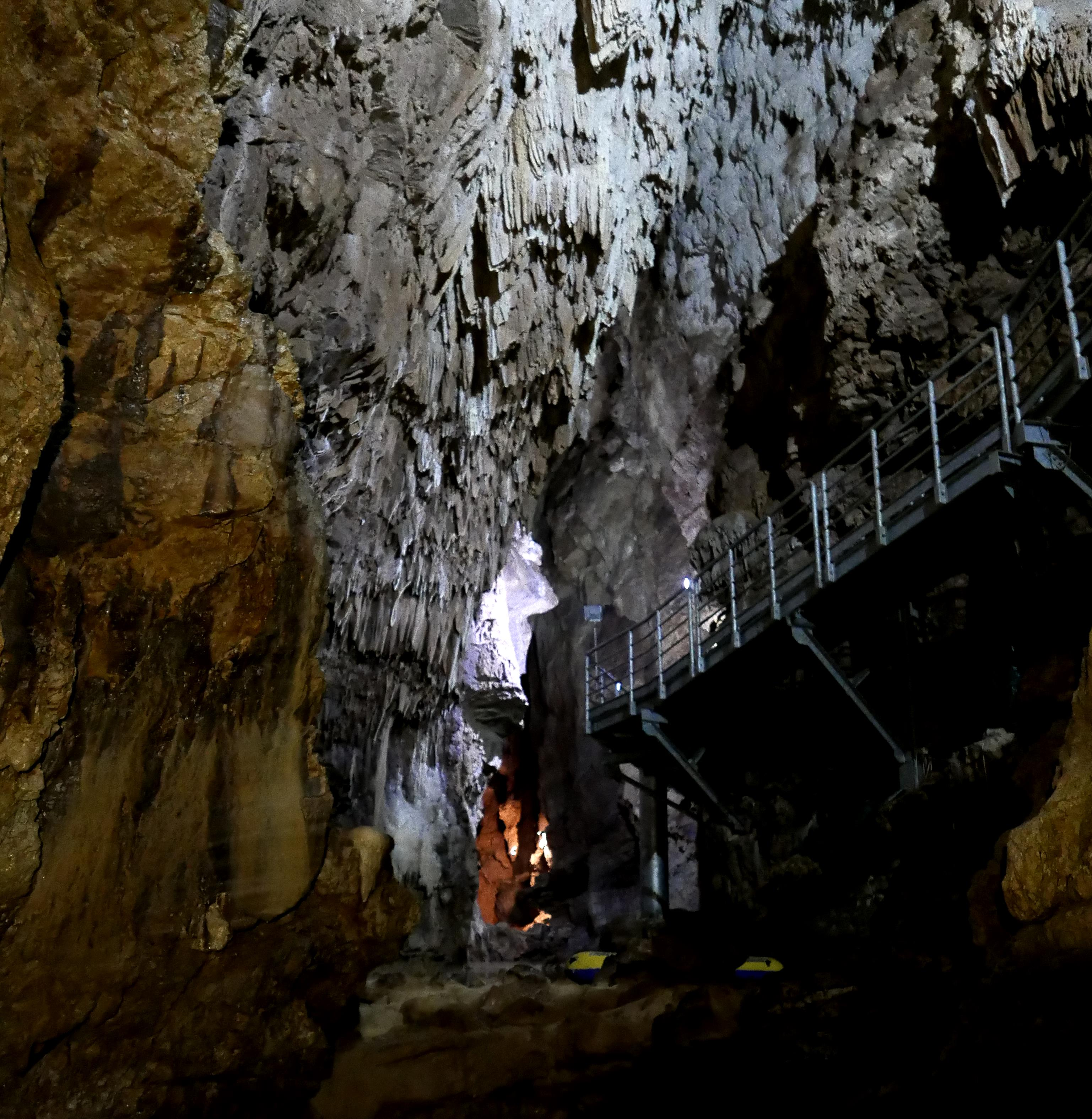
Settore turistico complesso ipogeo delle Grotte di Falvaterra

Le Grotte di Falvaterra sono state rese turistiche e sono facilmente visitabili, per i primi 250 metri, anche per i portatori di handicap, con flussi di 10.000 visite annue, mentre nei tratti più interni è possibile praticare lo speleoturismo o il canyoning, soprattutto nel periodo che va da maggio a settembre. Non è impossibile, però, effettuare visite speleoturistiche semplici, ma di vera avventura, anche nel periodo autunnale ed invernale dietro attento controllo delle condizioni meteo, grazie ad una efficiente organizzazione delle visite che cura flussi superiori ai 1000 visitatori speleo all'anno.
La grotta ha al suo interno tratti attivi, con un fiume sotterraneo perenne, e tratti fossili, rappresentanti vecchi e più alti percorsi del fiume, ormai abbandonati, dove domina il concrezionamento di calcite e dove le condizioni del clima interno sono più stabili.
Il fiume sotterraneo, in alcuni periodi dell'anno, va in piena, con portate di alcuni metri cubi al secondo, alimentando fragore cascate e rapide che possono essere ammirate nel percorso turistico su comode passerelle metalliche.
Nell'area esterna, posta nel settore Nord orientale dei monti Ausoni, sono presenti percorsi che permettono di raggiungere le colline sovrastanti le rupi del Rio Obaco da dove si domina il panorama della Valle dei Latini fino ai monti Ernici e Simbruini e da dove è possibile raggiungere i due siti archeologici di Monte Castellone e Costa Marione.
Nel marzo 2013 è stato costruito nei pressi del Centro Visitatori Grotte di Falvaterra e Rio Obaco, un labirinto ideato dal ricercatore e scrittore Giancarlo Pavat e voluto dal Prof. Augusto Carè. Questo manufatto è stato composto da rocce, muschi, pietre, piante e in metodo unicursale .